# Коллинз, Гэри
Гэ́ри Э́ннис Ко́ллинз (англ. Gary Ennis Collins, 30 апреля 1938 — 13 октября 2012) — американский актёр и телеведущий.

## Биография
Родился в районе Венеция в Лос-Анджелесе в семье официантки. После окончания городского колледжа Коллинз поступил на службу в армию и служил в Европе. Его кинодебют состоялся в 1962 году в военной комедии Мелвилла Шэвелсона «Голубь, который захватил Рим». Спустя три года стартовала карьера Гэри Коллинза на телевидении, которая и принесла ему признание зрителей.
В качестве гостя он появился в десятке телевизионных шоу и сериалов, среди которых «Стальной жеребец», «Перри Мейсон», «Шестое чувство», «Лодка любви», «Остров фантазий», «Друзья» и «Грязные мокрые деньги». Всё это время на большом экране он появлялся крайне редко, и исключением стали лишь его небольшие роли в фильмах «Ангел у меня в кармане» (1969) и «Аэропорт» (1970). В 1980-х Коллинз был ведущим ток-шоу «Журнальный час», за которое шесть раз выдвигался на Дневную премию «Эмми», и был удостоен её в 1983 году. С 1982 по 1990 год он был ведущем ежегодного конкурса Мисс Америка.
В 1993 году в сегменте «Домашнего шоу» о вакцинах против гриппа, врач ошибочно сделал инъекцию соведущей Коллинза, Саре Парселл, той же иглой, что и ему. В конце шоу Коллинз объявил, что он подвергнется анализу крови, чтобы смягчить любые проблемы, которые впоследствии могли бы возникнуть, но всё обошлось.
В 2000-х Гэри Коллинз неоднократно привлекал к себе внимание проблемами с законом — его дважды арестовывали за езду в нетрезвом виде, он обвинялся в скрытии с места дорожно-транспортного происшествия, а также за неуплату счёта в ресторане. Все эти нарушения приводили к крупным штрафам, домашнему аресту и короткому тюремному заключению.
С 1967 года и до своей смерти Коллинз был женат на актрисе и победительнице конкурса Мисс Америка 1959 Мэри Энн Мобли. Актёр скончался в медицинском центре города Билокси 13 октября 2012 года в возрасте 74 лет. Его вклад в развитие американского телевидения отмечен звездой на Голливудской аллее славы.

## Награды
- Дневная премия «Эмми» 1983 — «Лучший телеведущий ток-шоу» («Журнальный час»)